# Robert Meglič
Robert Meglič (* 4. November 1974 in Tržič) ist ein ehemaliger slowenischer Skispringer und heutiger Skisprungfunktionär.
Meglič gab am 30. Januar 1993 sein Debüt im Skisprung-Weltcup. Beim Skifliegen am Kulm erreichte er dabei den 24. Platz im ersten und den 28. Platz im zweiten Springen. Bei der Nordischen Skiweltmeisterschaft 1993 im schwedischen Falun erreichte er von der Normalschanze den 17. Platz. Am 27. März 1993 stand er zum Saisonabschluss in Planica erstmals nach einem 3. Platz im Teamspringen auf dem Podium. Auch im Einzelspringen war er mit dem 14. Platz erfolgreich, nachdem er zuvor bereits in Oslo Elfter wurde. Bei den Olympischen Winterspielen 1994 in Lillehammer sprang er von der Großschanze auf den 9. Platz. Von der Normalschanze lag er am Ende punktgleich mit dem Franzosen Nicolas Dessum auf dem 14. Platz. Das Teamspringen beendete er gemeinsam mit Samo Gostiša, Matjaž Zupan und Matjaž Kladnik auf dem 9. Platz. bei der Nordischen Skiweltmeisterschaft 1995 in Thunder Bay sprang Meglič von der Normalschanze auf den 19. und von der Großschanze auf den 35. Platz. Die Weltcup-Saison 1994/95 beendete er anschließend auf dem 30. Platz in der Weltcup-Gesamtwertung. Am 28. Januar 1996 konnte er mit einem 5. Platz in Zakopane sein bis dahin bestes Einzelresultat in seiner Karriere erreichen. Bei der Skiflug-Weltmeisterschaft 1996 am Kulm wurde er am Ende 18. Am 8. Februar 1997 konnte er sein bestes Karriereergebnis noch einmal steigern und erreichte im Skifliegen am Kulm den 4. Platz. Damit verpasste er die Podiumsplätze nur knapp. Es war zudem sein letztes Einzelergebnis im Weltcup unter den besten zehn. Sein letztes Weltcup-Springen bestritt er am 20. März 1999 in Planica. Anschließend sprang er noch drei weitere Jahre erfolglos im Continental Cup, bevor er 2002 seine aktive Skisprungkarriere beendete.
Meglič ist heute als technischer Delegierter im Skisprung-Continental-Cup tätig.